# 工藤堅太郎 (政治家)
工藤 堅太郎（くどう けんたろう、1942年10月13日 - 2021年3月24日）は、日本の政治家。位階は従四位。
岩手県九戸郡種市町（現・洋野町）出身。
参議院議員（1期）、衆議院議員（2期）などを歴任した。息子は岩手県議会議員で、岩手県議会議長の工藤大輔。

## 概要
1979年に岩手県議会議員に当選。県議時代は自由民主党に所属。任期途中の1993年に第40回衆議院議員総選挙に新生党公認で旧岩手1区から立候補し初当選。
1994年の新進党結党に参加。1996年の第41回衆議院議員総選挙で岩手2区より立候補し落選。2000年の第42回衆議院議員総選挙では自由党公認で立候補し比例東北ブロックの復活当選で返り咲きを果たす。その後民主党所属となるが、2003年の第43回衆議院議員総選挙では落選。
2004年の第20回参議院議員通常選挙に民主党公認で比例区から立候補、岩手県で多くの得票があり、当選を果たした。選択的夫婦別姓制度に反対していた。
2010年の第22回参議院議員通常選挙において落選。
2013年4月29日、旭日中綬章を受章。引退後は生活の党岩手県連の顧問を務めていた。
2021年3月24日、慢性閉塞性肺疾患による呼吸困難のため、盛岡市内の病院で死去。78歳没。死没日をもって従四位に叙される。

## 経歴
- 1942年10月13日 - 岩手県九戸郡種市町（現・洋野町）に生まれる。
- 1965年3月 - 中央大学商学部卒業。
- 1979年4月 - 岩手県議会議員（4期連続当選）。
- 1984年4月 - 岩手県素材生産業協同組合連合会会長 。
- 1993年7月 - 第40回衆議院議員総選挙に新生党から立候補し衆議院議員初当選。
- 1994年12月 - 新進党結党に参画。新進党幹事長補佐役。
- 1995年2月 - 新進党岩手県第2総支部会長。
- 1995年4月 - 新進党岩手県総支部連合会顧問。
- 1995年4月 - 岩手県素材生産業協同組合連合会顧問。
- 1996年10月 - 第41回衆議院議員総選挙に岩手2区で立候補するも鈴木俊一に12,830票差で敗北し落選。
- 1997年12月 - 新進党分裂。
- 1998年1月 - 自由党結党。
- 1998年3月 - 自由党岩手県総支部連合会副会長。
- 1998年7月 - 自由党岩手県第2総支部会長 。
- 2000年6月 - 再び第42回衆議院議員総選挙に岩手2区で立候補するも鈴木俊一に65,279票差をつけられ大敗するも比例復活により衆議院議員当選（比例・東北）。
- 2002年2月 - 自由党組織副委員長。自由党政策調査会商工部会長 。
- 2003年9月 - 民主党岩手県第2区総支部長 。
- 2003年10月 - 民主党岩手県総支部連合会副代表。
- 2003年11月 - 第43回衆議院議員総選挙に岩手2区に立候補するも再び鈴木俊一に44,246票差をつけられ大敗する。比例復活もならず。
- 2004年4月 - 民主党参議院比例区第51総支部長 。
- 2004年7月 - 参議院に鞍替えし、第20回参議院議員通常選挙に比例区から立候補、参議院議員当選。
- 2007年3月 - 民主党岩手県総支部連合会代表。
- 2007年8月 - 民主党参議院議員会副会長。
- 2010年7月 - 第22回参議院議員通常選挙に比例区から立候補するも落選。

## 役職

### 常任委員会
衆議院議員1期目
- 衆議院運輸委員会委員
- 衆議院予算委員会委員
- 衆議院外務委員会委員

衆議院議員2期目
- 衆議院運輸委員会理事
- 衆議院議院運営委員会理事
- 衆議院内閣委員会理事
- 衆議院経済産業委員会委員

参議院議員1期目
- 参議院議院運営委員会委員
- 参議院内閣委員会委員
- 参議院内閣委員会委員長
- 参議院内閣委員会理事
- 参議院内閣委員会委員
- 参議院国家基本政策委員会理事

### 特別委員会
衆議院議員1期目
- 衆議院交通安全対策特別委員会理事
- 衆議院災害対策特別委員会委員

衆議院議員2期目
- 衆議院武力攻撃事態への対処に関する特別委員会理事

参議院議員1期目
- 参議院イラク事態特別委員会
- 参議院国際問題調査会

### 党務
新進党
- 新進党幹事長補佐役
- 新進党岩手県第2総支部会長

自由党
- 自由党岩手県総支部連合会副会長
- 自由党岩手県第2総支部会長

民主党
- 民主党岩手県第2区総支部総支部長
- 民主党岩手県総支部連合会副代表
- 民主党参議院比例区第51総支部総支部長
- 民主党岩手県総支部連合会代表
- 民主党参議院議員会副会長
- 民主党両院議員総会長代理

### 岩手県
- 岩手県素材生産業協同組合連合会会長
- 岩手県素材生産業協同組合連合会顧問

## 所属議員連盟
新進党所属時
- 新進党水産振興議員連盟
- 新進党たばこ問題等議員連盟
- 新進党酒類問題等議員懇談会

自由党所属時
- 森林・林業・林産業活性化推進議員連盟理事
- 振興連盟・新しい日本を作る超党派会議

民主党所属時
- 在日韓国人をはじめとする永住外国人住民の法的地位向上を推進する議員連盟
- 人権擁護法案から人権を守る会